# Тропинин, Кирилл Глебович
Кири́лл Гле́бович Тропи́нин (род. 3 декабря 1995 года, Москва, Россия) — профессиональный атлет, выступающий по смешанным единоборствам за Российскую Федерацию. Одерживал профессиональные победы в Европе, России и Азии. Чемпион организации ОСЕ среди профессионалов. Принимал участие в турнирах лиги Fight Nights Global и WLF (Китай) и др. По национальности русский.

## Биография
Кирилл родился в Москве, но большую часть жизни прожил в Европе (Португалия), Италия, Сербия). С детства вёл активный образ жизни, но заниматься единоборствами начал в 6 классе. Первая секция была — школа бокса. В юношеском возрасте Кирилл провёл 18 любительских боёв по боксу, из них в 16 вышел победителем. В 2012 году Кирилл переехал в Сербию и из секции бокса перешёл в кик-боксинг. Первым выступлением по кик-боксингу стало первенство Сербии, где Кирилл завоевал серебро. В 2013 году Кирилл переходит в смешанные единоборства (ММА), начиная тренироваться в сербской академии бразильского джиу-джитсу и грепплинга «Secutor». Убедительная серия из 8 любительских побед (7 из которых досрочно), заставляет местные промоушены обратить внимание на Кирилла. И уже в 2014 году ему предоставляется шанс выйти в профессиональный октагон против более опытного хорватского бойца Дейана Мишича. В своём профессиональном дебюте Кирилл одержал победу в 1 раунде удушающим приёмом. Далее в 2015 году Кирилл вернулся в Москву, где продолжил свою профессиональную карьеру. После ещё одной досрочной победы над киргизским бойцом, Кирилла пригласили в академию единоборств Fight Night’s.
В декабре 2017 года Кирилл завоевал чемпионский пояс организации ОСЕ среди профессионалов, тем самым став первым чемпионом в данной компании.

## Любительские достижения
- Серебряный призёр первенства Сербии по кик-боксингу — 2012 г. Белград, Сербия.
- Серебряный призёр открытого кубка Сербии по бразильскому джиу джитсу — 2014 г. Белград, Сербия.
- Национальный Чемпион Сербии по смешанным единоборствам (ММА) — 2014 г. Белград, Сербия.
- Чемпион международного мастерского турнира по панкратиону Кубок Золотого Шлема — 2016 г. Омск, Россия.

## Статистика профессиональных боёв
| Боёв 11         | Побед 5 | Поражений 5 |
| --------------- | ------- | ----------- |
| Нокаутом        | 0       | 0           |
| Сдачей          | 3       | 0           |
| Решением        | 2       | 5           |
| Не состоявшихся | 1       | 1           |